# Список эпизодов телесериала «Индевор»
Список эпизодов британского телесериала «Индевор».

## Обзор сезонов
| Сезон | Серии | Серии | Даты показа      | Даты показа      | Зрители Великобритании (млн) |
| Сезон | Серии | Серии | Первая серия     | Последняя серия  | Зрители Великобритании (млн) |
| ----- | ----- | ----- | ---------------- | ---------------- | ---------------------------- |
| Пилот | Пилот | Пилот | 2 января 2012    | 2 января 2012    | 8,21                         |
| 1     | 4     | 4     | 14 апреля 2013   | 5 мая 2013       | 7,04                         |
| 2     | 4     | 4     | 30 марта 2014    | 20 апреля 2014   | 6,78                         |
| 3     | 4     | 4     | 3 января 2016    | 24 января 2016   | 6,82                         |
| 4     | 4     | 4     | 8 января 2017    | 29 января 2017   | 7,07                         |
| 5     | 6     | 6     | 4 февраля 2018   | 11 марта 2018    | 6,67                         |
| 6     | 4     | 4     | 10 февраля 2019  | 3 марта 2019     | 7,16                         |
| 7     | 3     | 3     | 9 февраля 2020   | 23 февраля 2020  | 6,80                         |
| 8     | 3     | 3     | 12 сентября 2021 | 26 сентября 2021 | 5,22                         |
| 9     | 3     | 3     | 26 февраля 2023  | 12 марта 2023    | TBA                          |

## Эпизоды

### Пилот (2012)
| № | № в сезоне | Название    | Режиссёр      | Автор сценария | Дата премьеры | Зрители (млн) |
| - | ---------- | ----------- | ------------- | -------------- | ------------- | ------------- |
| 1 | 1          | «Endeavour» | Колм Маккарти | Расселл Льюис  | 2 января 2012 | 8,21          |

### Сезон 1 (2013)
| № | № в сезоне | Название | Режиссёр         | Автор сценария | Дата премьеры  | Зрители (млн) |
| - | ---------- | -------- | ---------------- | -------------- | -------------- | ------------- |
| 2 | 1          | «Girl»   | Эдвард Базалгетт | Расселл Льюис  | 14 апреля 2013 | 7,43          |
| 3 | 2          | «Fugue»  | Том Вон          | Расселл Льюис  | 21 апреля 2013 | 7,00          |
| 4 | 3          | «Rocket» | Крэйг Вивейрос   | Расселл Льюис  | 28 апреля 2013 | 7,11          |
| 5 | 4          | «Home»   | Колм Маккарти    | Расселл Льюис  | 5 мая 2013     | 6,62          |

### Сезон 2 (2014)
| № | № в сезоне | Название    | Режиссёр           | Автор сценария | Дата премьеры  | Зрители (млн) |
| - | ---------- | ----------- | ------------------ | -------------- | -------------- | ------------- |
| 6 | 1          | «Trove»     | Кристоффер Нюхольм | Расселл Льюис  | 30 марта 2014  | 7,01          |
| 7 | 2          | «Nocturne»  | Джузеппе Капотонди | Расселл Льюис  | 6 апреля 2014  | 6,89          |
| 8 | 3          | «Sway»      | Энди Уилсон        | Расселл Льюис  | 13 апреля 2014 | 6,58          |
| 9 | 4          | «Neverland» | Джеффри Сакс       | Расселл Льюис  | 20 апреля 2014 | 6,63          |

### Сезон 3 (2016)
| №  | № в сезоне | Название  | Режиссёр         | Автор сценария | Дата премьеры  | Зрители (млн) |
| -- | ---------- | --------- | ---------------- | -------------- | -------------- | ------------- |
| 10 | 1          | «Ride»    | Сандра Голдбахер | Расселл Льюис  | 3 января 2016  | 6,84          |
| 11 | 2          | «Arcadia» | Брин Хиггинс     | Расселл Льюис  | 10 января 2016 | 7,16          |
| 12 | 3          | «Prey»    | Лоренс Гоф       | Расселл Льюис  | 17 января 2016 | 6,89          |
| 13 | 4          | «Coda»    | Оливер Блэкберн  | Расселл Льюис  | 24 января 2016 | 6,38          |

### Сезон 4 (2017)
| № | № в сезоне | Название    | Режиссёр          | Автор сценария | Дата премьеры  | Зрители (млн) |
| --- | ---------- | ----------- | ----------------- | -------------- | -------------- | ------------- |
| 14 | 1          | «Game»      | Эшли Пирс         | Расселл Льюис  | 8 января 2017  | 7,56          |
| Морсу кажутся подозрительными двое утопленников за один день, хотя на первый взгляд смерти совершенно не похожи. И как всё это связано с шахматной партией, которую разыгрывают в научных целях? |            |             |                   |                |                |               |
| 15 | 2          | «Canticle»  | Майкл Леннокс     | Расселл Льюис  | 15 января 2017 | 7,18          |
| 16 | 3          | «Lazaretto» | Боркур Сигторссон | Расселл Льюис  | 22 января 2017 | 6,77          |
| Морсу поручено присматривать за заключенным, который нуждается в операции. Вот только больничная койка, на которой оказался его подопечный, носит дурную славу. Пациенты чаще отправляются с нее на кладбище, чем домой.                                                                                               |            |             |                   |                |                |               |
| 17 | 4          | «Harvest»   | Джим Лоуч         | Расселл Льюис  | 29 января 2017 | 6,76          |
| Морсу придется расследовать дело доктора, пропавшего без вести пять лет назад после того, как на раскопках были найдены мужские очки. Опрос местных жителей не дает ничего толкового, а в отчете пятилетней давности не хватает показаний работников электростанции, построенной в нескольких километрах от деревушки. |            |             |                   |                |                |               |

### Сезон 5 (2018)
| № | № в сезоне | Название    | Режиссёр        | Автор сценария | Дата премьеры   | Зрители (млн) |
| --- | ---------- | ----------- | --------------- | -------------- | --------------- | ------------- |
| 18 | 1          | «Muse»      | Брейди Худ      | Расселл Льюис  | 4 февраля 2018  | 7,42          |
| 19 | 2          | «Cartouche» | Энди Уилсон     | Расселл Льюис  | 11 февраля 2018 | 6,61          |
| В своей квартире умирает отставной сержант полиции, на первый взгляд — естественная смерть, но полицейский патологоанатом делает вывод, что налицо отравление стрихнином. Как это связано с приездом в Оксфорд известного актера, сыгравшего в прошлом мумию в культовом ужастике? Отчего умирает сотрудник местного кинотеатра? Тем временем на улицах Оксфорда начинается борьба за власть между бандами, расследование убийства одного из рэкетиров тоже ложится на плечи полицейского участка «Долина Темзы». |            |             |                 |                |                 |               |
| 20 | 3          | «Passenger» | Джим Филд Смит  | Расселл Льюис  | 18 февраля 2018 | 6,73          |
| В этот раз сотрудники полицейского участка должны расследовать ограбление грузовика с крупной партией виски, закончившееся убийством водителя. Подозревая, что ограбление связано с разборками между уличными бандами, головной офис присылает своих сотрудников для участия в расследовании. Морс тем временем берется за безобидный на первый взгляд случай исчезновения замужней женщины, который оказывается связан с гибелью школьницы в 1964 году от рук маньяка.                                           |            |             |                 |                |                 |               |
| 21 | 4          | «Colours»   | Роберт Куинн    | Расселл Льюис  | 25 февраля 2018 | 6,61          |
| В военной части, где служит Сэм Создей, происходит убийство. Старшим назначают Морса. Дело осложняется расовым вопросом, когда главным подозреваемым становится чернокожий солдат. И почему убийство совершено оружием Вермахта? |            |             |                 |                |                 |               |
| 22 | 5          | «Quartet»   | Джеффри Сакс    | Расселл Льюис  | 4 марта 2018    | 6,42          |
| На семейных играх в Оксфорде четыре выстрела убивают игрока немецкой команды, а пятый выстрел попадает в 6-летнего мальчика. И хотя специальный отдел забирает дело, Морс не может остаться безучастным. |            |             |                 |                |                 |               |
| 23 | 6          | «Icarus»    | Гордон Андерсон | Расселл Льюис  | 11 марта 2018   | 6,25          |
| Полицейский участок «Долина Темзы» подлежит расформированию, и старые друзья не знают, где могут оказаться. Морс тем временем работает под прикрытием в престижной школе для мальчиков, где пропал учитель. На улицах же продолжается передел власти. |            |             |                 |                |                 |               |

### Сезон 6 (2019)
| № | № в сезоне | Название     | Режиссёр       | Автор сценария | Дата премьеры   | Зрители (млн) |
| --- | ---------- | ------------ | -------------- | -------------- | --------------- | ------------- |
| 24 | 1          | «Pylon»      | Джонни Кентон  | Расселл Льюис  | 10 февраля 2019 | 7,53          |
| Отделения больше нет. Морс работает патрульным, прежние напарники тоже рассеяны по разным отделам. Но смерть маленькой девочки, труп которой он находит во время патрулирования, вновь объединяет команду. Расследование ведет старший детектив Ронни Бокс, которого Морс определяет, еще по прошлому опыту, как «кулак с печатью и значком». |            |              |                |                |                 |               |
| 25 | 2          | «Apollo»     | Шон Эванс      | Расселл Льюис  | 17 февраля 2019 | 7,09          |
| 26 | 3          | «Confection» | Лиэнн Уэлхэм   | Расселл Льюис  | 24 февраля 2019 | 7,14          |
| 27 | 4          | «Degüello»   | Джейми Донахью | Расселл Льюис  | 3 марта 2019    | 6,87          |

### Сезон 7 (2020)
| №  | № в сезоне | Название | Режиссёр    | Автор сценария | Дата премьеры   | Зрители (млн) |
| -- | ---------- | -------- | ----------- | -------------- | --------------- | ------------- |
| 28 | 1          | «Oracle» | Шон Эванс   | Расселл Льюис  | 9 февраля 2020  | 7,25          |
| 29 | 2          | «Raga»   | Зам Салим   | Расселл Льюис  | 16 февраля 2020 | 6,73          |
| 30 | 3          | «Zenana» | Кейт Саксон | Расселл Льюис  | 23 февраля 2020 | 6,42          |

### Сезон 8 (2021)
| №  | № в сезоне | Название   | Режиссёр    | Автор сценария | Дата премьеры    | Зрители (млн) |
| -- | ---------- | ---------- | ----------- | -------------- | ---------------- | ------------- |
| 31 | 1          | «Striker»  | Шон Эванс   | Расселл Льюис  | 12 сентября 2021 | 5,35          |
| 32 | 2          | «Scherzo»  | Иэн Ариех   | Расселл Льюис  | 19 сентября 2021 | 5,03          |
| 33 | 3          | «Terminus» | Кейт Саксон | Расселл Льюис  | 26 сентября 2021 | 5,27          |

### Сезон 9 (2023)
| №  | № в сезоне | Название  | Режиссёр      | Автор сценария | Дата премьеры   | Зрители (млн) |
| -- | ---------- | --------- | ------------- | -------------- | --------------- | ------------- |
| 34 | 1          | «Prelude» | Шон Эванс     | Расселл Льюис  | 26 февраля 2023 | 5,04          |
| 35 | 2          | «Uniform» | Нирпал Бхогал | Расселл Льюис  | 5 марта 2023    | н/д           |
| 36 | 3          | «Exeunt»  | Кейт Саксон   | Расселл Льюис  | 12 марта 2023   | н/д           |